# Gorian: Strážci magie
Gorian: Strážci magie (německy Gorian: Die Hüter der Magie) je kniha od Alfreda Bekkera vydaná v roce 2012. Hlavním hrdinou je mladý čaroděj Gorian.

## Obsah
Gorian se svými přáteli Torbasem a Sheerou a řádovým mistrem Thondarilem je nucen uprchnout před krutým vládcem říše mrazu Morygorem do země gryfích letců. Ani tam však už není bezpečno. Jejich nadějí se stávají Kaladranské ostrovy, kde žije téměř nesmrtelný národ, vládnoucí mocnou magií. Ta snad jako jediná je schopna odvrátit úplné zatmění slunce Stínonošem, kterým Morygor posunuje po obloze, a tím ohrožuje veškerý život na zeměkouli. Než se však dostanou do Kaladranie, musí zdolat řadu nebezpečných překážek. Ohrožují je smrtoši, netopýří lidé, ohniví démoni, stínoví jezdci, sněžní krkavci a jiné kreatury, musí se potýkat se zradou těch, které Morygor přetáhl na svou stranu. Přesto Gorian nepřestává věřit, že Morygora jednou porazí, a neváhá ani sestoupit do Říše ducha, aby načerpal potřebné vědomosti.